# Chandra Crawford
Chandra Crawford (Canmore, 19 november 1983) is een Canadees langlaufster. 

## Biografie
Crawford won in 2006 olympisch goud op de sprint in het Italiaanse Turijn. In het seizoen 200/2009 twee wereldbekerwedstrijden in de sprint in de vrije stijl.

## Belangrijkste resultaten

### Olympische Winterspelen
| Editie | Plaats    | Resultaten                                    |
| ------ | --------- | --------------------------------------------- |
| 2006   | Turijn    | in de sprint vrije stijl · 60e op de skiatlon |
| 2010   | Vancouver | 26 op de sprint klassiek 15 op de estafette   |
| 2014   | Sotsji    | 44 op de sprint vrije stijl                   |

### Wereldkampioenschappen langlaufen
| Jaar | Plaats     | Resultaten                                                                             |
| ---- | ---------- | -------------------------------------------------------------------------------------- |
| 2005 | Oberstdorf | 45e sprint klassiek                                                                    |
| 2007 | Sapporo    | 32e sprint klassiek 15e teamsprint vrije stijl 59e 10km vrije stijl 16 op de estafette |
| 2011 | Oslo       | 28e sprint vrije stijl 52e 10km klassiek 30e 30km vrije stijl 14e estafette            |